# Blauwe juweelbabbelaar
De blauwe juweelbabbelaar (Ptilorrhoa caerulescens) is een zangvogel uit de familie Cinclosomatidae.

## Verspreiding en leefgebied
Deze soort is endemisch in Nieuw-Guinea en telt drie ondersoorten:
- P. c. caerulescens: westelijk Nieuw-Guinea.
- P. c. neumanni: het noordelijke deel van Centraal-Nieuw-Guinea.
- P. c. nigricrissus: zuidelijk Nieuw-Guinea.

## Status
De grootte van de populatie is niet gekwantificeerd maar de soort wordt omschreven als vrij algemeen. Op de Rode lijst van de IUCN heeft deze soort de status niet bedreigd.